# Lambert de Sayve
Lambert de Sayve (Saive, 1548 of 1549 - Linz, 1614) was een componist uit de renaissanceperiode.
Sayve wordt genoemd naar zijn geboorteplaats in het prinsbisdom Luik. 

## Levensloop
Vermoedelijk was De Sayve koorzanger in de Sint-Lambertuskathedraal van Luik. Sinds 1562 zong hij in de keizerlijke kapel in Wenen. De Sayve werd rond 1569 zangmeester in de abdij van Melk. 
Daarna trad hij in dienst van de Habsburgers in Wenen. De Sayve begeleidde aartshertogin Anna tijdens haar huwelijk met koning Filips II van Spanje. Van 1577 tot 1582 was de Sayve in dienst van aartshertog Karel in Graz. 
Vanaf 1583 werd hij kapelmeester aan het hof van aartshertog Matthias. Toen deze in 1612 de keizerstroon besteeg, werd De Sayve leider van de Weense Hofkapelle. Voor deze gelegenheid schreef De Sayve enkele motetten in een meerkorige Venetiaanse stijl. Deze motetten werden geassocieerd met de Missa super Dominus Regnavit (voor vier koren) en vormden de basis voor de wederopbouw van de kerkdienst van Matthias.

## Werken
- 3 motetten (omstreeks 1569)
- Primo libro delle canzoni napolitana (Wenen, 1582)
- 16-stemmige mis, Missa super Dominus regnavit
- 14-stemmige mis, Missa super Omnes gentes
- vijfstemmige mis, Missa super Lyram pulset
- talrijke andere motetten, zoals De confessoribus, Adorans Daniel Deum
- Teutsche Liedlein (1602)
- Vijfstemmig koor,  Maria rein mit dein Sohn gmein (1604)
- Crucifixus (1605)
- Verzameling Sacrae symphoniae (Klosterbruck, 1612) voor 4–16 stemmen. Deze verzameling geldt als zijn belangrijkste werk.

- Biblioteca Nacional de España: XX1759424
- Bibliothèque nationale de France: cb14135408k (data)
- Gemeinsame Normdatei: 123927862
- International Standard Name Identifier: 0000 0000 6301 3141
- Library of Congress Control Number: nr89005014
- MusicBrainz: fd7bfffa-5df7-4a82-aca7-875108453dde
- Nationale Bibliotheek van Tsjechië: xx0096442
- Nationale Bibliotheek van Israël: 987007290171505171
- Nederlandse Thesaurus van Auteursnamen: 14165001X
- Système universitaire de documentation: 116301430
- Virtual International Authority File: 5140275
- WorldCat: E39PBJpJjBjVxVG68h9P8yXfMP